# Баталбекова, Исбат Гайдарбековна
Исбат Гайдарбековна Баталбе́кова (1922 — 1999) — советская кумыкская певица (меццо-сопрано).  народная артистка РСФСР (1972).

## Биография
Родилась 20 сентября 1922 года в посёлке Тарки Дагестана (сейчас Советский район Махачкалы) в семье рабочих-текстильщиков. По национальности кумычка. После школы и учёбы в фабрично-заводском училище поступила в прядильный цех фабрики имени III Интернационала, где работала её мать. Затем окончила Буйнакское педагогическое училище, курсы машинописи, работала секретарём-машинисткой в радиокомитете. Занималась в самодеятельности.
В 1940 году поступила в хор Дагестанского радиокомитета. В 1943—1949 годах училась в Азербайджанской государственной консерватории. Будучи студенткой, работала в Азербайджанском государственном театре оперы и балета.
В 1949 году вернулась в Дагестан. В 1949—1976 годах была солисткой Дагестанской государственной филармонии. Стала первой исполнительницей вокальных сочинений Г. А. Гасанова, Н. С. Дагирова, С. А. Керимова и других дагестанских композиторов. Гастролировала в Албании, Монгольской народной республике, Финляндии и Китайской народной республике.
Об одном её выступлении в Колонном зале Дома союзов в Москве Расул Гамзатов написал:

...Как зерном созревший колос,

Вечер песнями богат,

Зал не дышит – льется голос

Баталбековой Исбат…

Избиралась депутатом Верховного Совета Дагестанской АССР.
Умерла 22 ноября 1999 года в Махачкале.

### Семья
- сын — Халид Баширов, кандидат экономических наук, доцент ДГПУ.
- дочь — Барият Магомедова, старший преподаватель факультета музыки ДГПУ.

## Награды и премии
- Почётный диплом III Всемирного фестиваля молодежи и студентов в Берлине.
- Сталинская премия третьей степени (1952) — за концертно-исполнительскую деятельность.
- орден Трудового Красного Знамени.
- народная артистка Дагестанской АССР.
- заслуженная артистка РСФСР (23.04.1960)[2].
- народная артистка РСФСР (1972).

## Работы в театре

### Азербайджанский театр оперы и балета
- «Кёроглы» У. А.-Г. Гаджибекова
- «Низами» А. Б. Бадалбейли
- «Фауст» Ш. Гуно

## Память
- Мемориальная доска в Махачкале возле дома № 6 по улице Буйнакского (2002).
- Премия в области академического вокала им. Исбат Баталбековой Министерства культуры Республики Дагестан (2014)[3].